# Щербані (Вознесенський район)
Щербані́ — село в Україні, у Дорошівській сільській громаді Вознесенського району Миколаївської області. Колишній орган місцевого самоврядування — Щербанівська сільська рада.
Населення становить 1944 особи.
Біля села розташований гідрологічний заказник «Щербанівське водосховище».

## Історія

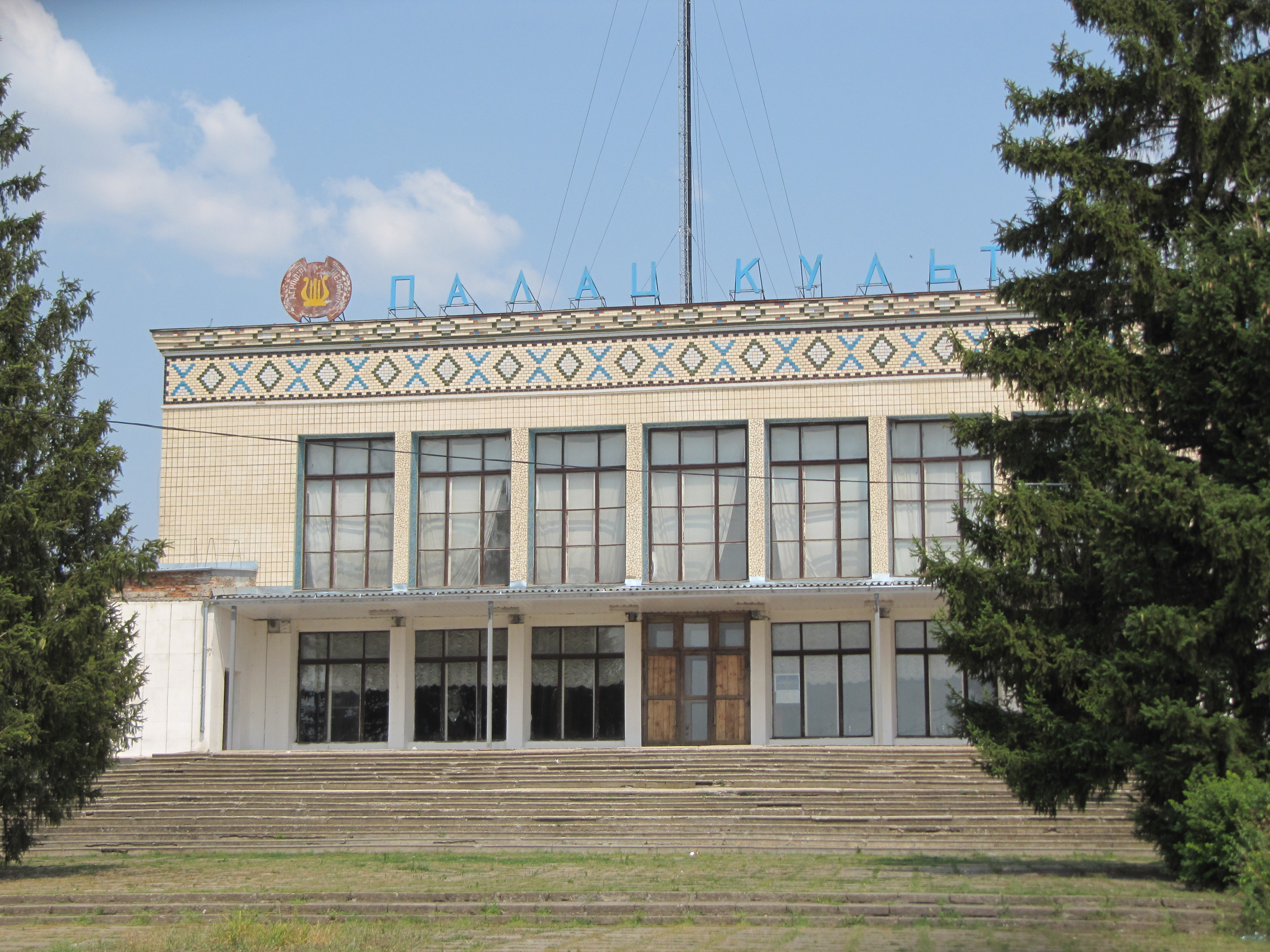
Палац Культури в Щербанях

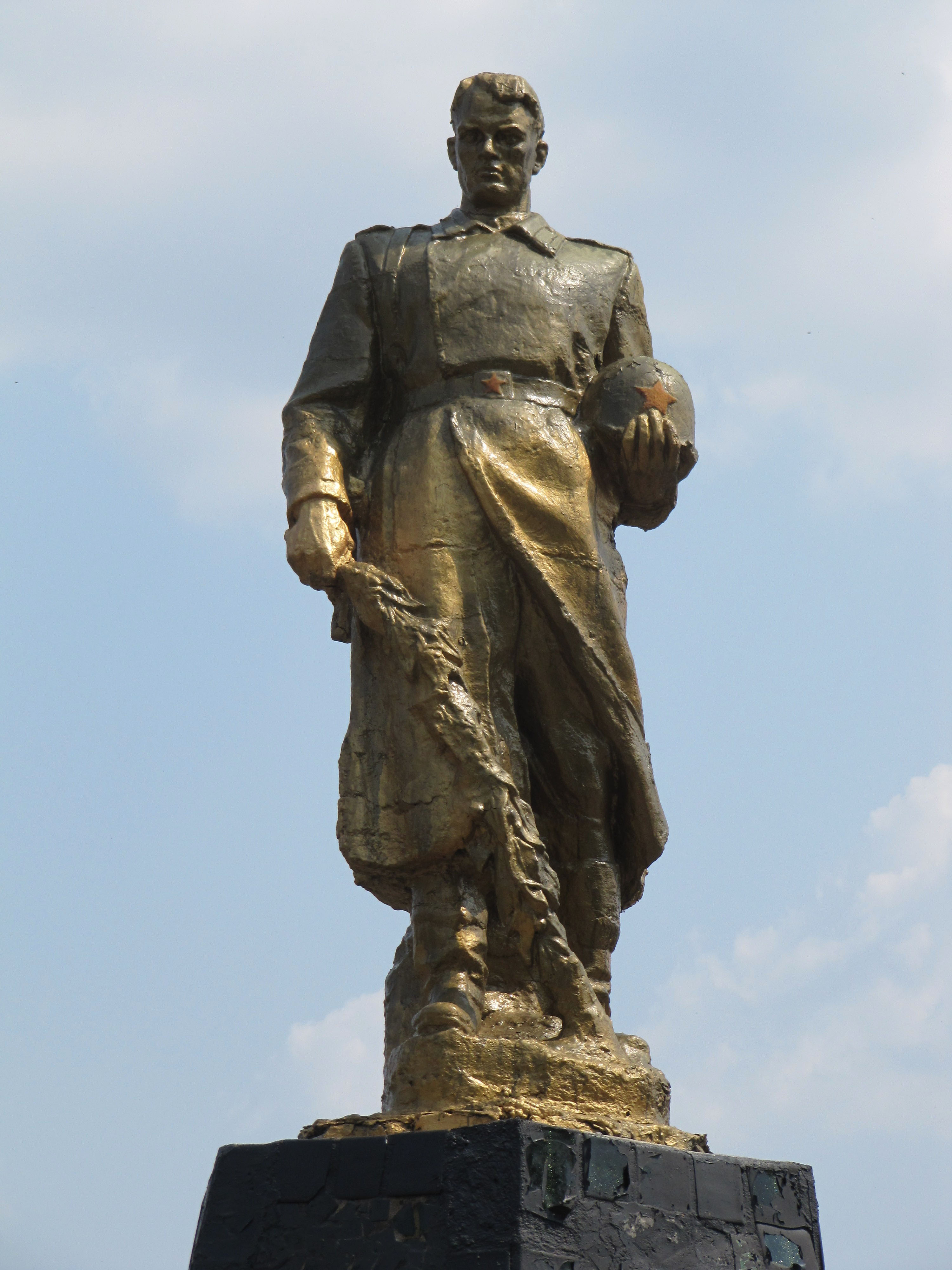
Воїн у скорботі в Щербанях

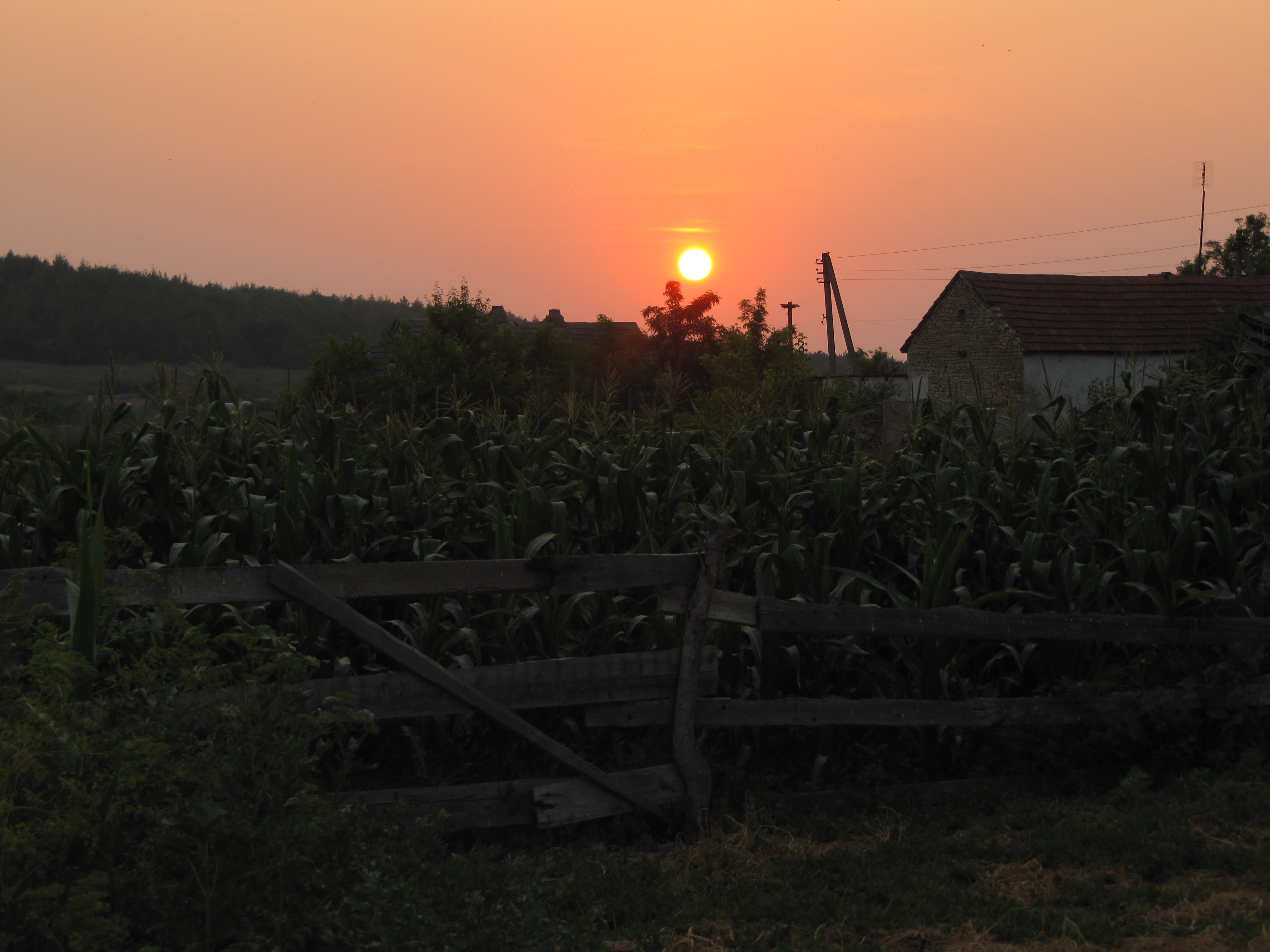
Захід Сонця в Щербанях

Село виникло як зимівник Бугогардівської паланки Запорозької Січі у 1734 році.
За даними на 1859 рік у південному поселенні Єлисаветградського повіту Херсонської губернії мешкало 1663 особи (825 чоловіків та 738 жінок), налічувалось 356 дворових господарств, існувала православна церква.
Станом на 1886 рік у колишньому державному селі, центрі Щербанівської волості, мешкало 1803 особи, налічувалось 685 дворів, існували православна церква, школа, земська станція, 3 лавки, відбувались базари по неділях.
За даними 1894 року у селі мешкало 2334 особи (1227 чоловічої статі та 1107 — жіночої), налічувалось 508 дворових господарств, існували православна церква, земська школа на 75 учнів (65 хлопчиків й 10 дівчаток), церковно-парафіяльна школа на 26 учнів (13 хлопчиків й 9 дівчаток), метеорологічна станція, земська поштова станція, 13 лавок, шинок, гуртовий склад вина й спирту, 2 винних лавки, 2 шинка, 3 ярмарки на рік, 50 базарних днів.
За переписом 1897 року кількість мешканців зросла до 2972 осіб (1478 чоловічої статі та 1494 — жіночої), з яких 2821 — православної віри.

## Відомі мешканці
- Рябошапка Микола Миколайович — голова колгоспу, Герой Соціалістичної Праці (8.12.1973). Депутат Верховної Ради УРСР 9—11-го скликань. Кандидат сільськогосподарських наук.

### Народились
- Марушевська Юлія Леонідівна — українська громадська та політична діячка, активістка Євромайдану, з 2015 року заступниця голови Одеської ОДА.